# Theta Draconis
Theta Draconis (θ Dra / 13 Draconis / HD 144284) es una estrella de la constelación de Draco (el dragón) de magnitud aparente +4,01. Se encuentra a 68 años luz del sistema solar.
Theta Draconis es una subgigante de tipo espectral F8IV con una temperatura de 6290 K y una luminosidad 8,6 veces mayor que la del Sol. Su radio, calculado a partir de la medida de su diámetro angular, es 2,5 veces mayor que el radio solar y su metalicidad es el 85% de la del Sol. Su velocidad de rotación en el ecuador es extraordinariamente alta, de al menos 28 km/s —no se conoce la inclinación de su eje respecto a nosotros—, lo que resulta en un período de rotación inferior a 4,5 días.
Theta Draconis es una binaria espectroscópica con sus dos componentes muy próximas entre sí. El período orbital es de sólo 3,0708 días; mediante técnicas infrarrojas se sabe que la órbita es poco excéntrica y que las masas de las estrellas son 1,21 y 0,46 veces la masa solar para la componente principal y secundaria respectivamente. Esta última sería una enana roja de tipo M2, orbitando a apenas 0,05 UA, equivalente a un 13% de la distancia entre Mercurio y el Sol. La alta velocidad de rotación observada en la estrella principal puede estar causada por efectos de marea que han provocado que la rotación sea síncrona; en ese caso el período de rotación sería de 3,07 días.